# El vuelo del globo rojo
El vuelo del globo rojo es una película francesa del director taiwanés Hou Hsiao-Hsien estrenada en Francia el 30 de enero de 2008.

## Sinopsis
Un globo rojo persigue de manera misteriosa por las calles de París a Simón, un niño de siete años cuya madre, marionetista y agobiada por el trabajo cotidiano, decide contratar a una estudiante de cine taiwanesa para que le ayude a cuidar a Simón.
- Datos: Q711916